# Herr auf Schloß Brassac
Herr auf Schloß Brassac (Originaltitel: Le tonnerre de Dieu) ist ein französisch-italienisch-deutsches Filmdrama aus dem Jahre 1965 mit Jean Gabin, Lilli Palmer und Michèle Mercier in den Hauptrollen. Dem Film lag der Roman Qui m'emporte von Bernard Clavel zugrunde.

## Handlung
Léandre Brassac, ein alter Tierarzt von bulliger Präsenz, lebt mit seiner Frau Marie hochherrschaftlich auf einem Schloss in Nantes. Die Ehe ist brüchig, fast könnte man sagen: zerrüttet. Zutiefst verbittert darüber, dass ihm Marie keine Kinder schenken konnte – einmal spricht er davon, dass ihr Bauch so tot wie ein Friedhof sei – hat er sich dem Alkohol ergeben, hält sich lieber bei seinen Pferden auf und kümmert sich außerdem um herrenlose Hunde – alles nur, um sich nicht mit seiner Gattin abgeben zu müssen. Der ruppige, verbal brutale, mürrische alte Mann blüht das erste Mal ein wenig auf, als er Simone kennenlernt. Sie ist all das, was Marie für ihn nicht mehr ist: jung, erotisch und im gebärfähigen Alter. Da stört es nicht weiter, dass sie als leichtes Mädchen gilt. Ohne sich gegenüber seiner Frau übermäßig zu erklären, bringt der Herr auf Schloss Brassac eines Abends Simone mit auf sein Anwesen und erklärt kurz und bündig, dass diese fortan hier leben werde. Marie hat längst jeden Kampfeswillen verloren und erträgt auch diese neue Demütigung weitgehend klaglos.
Die Dinge nehmen eine dramatische Wendung, als eines Tages Simones Zuhälter Marcel auftaucht, der es nicht einfach so hinnehmen will, dass Léandre ihm sein bestes „Pferd im Stall“ einfach so abgreifen will. Doch der alte Brassac, ganz seinem polternden und bedrohlichen Wesen entsprechend, macht diesem sehr deutlich klar, wer hier der Herr im Hause ist. Brassacs mutmaßlicher Glaube an eine Zukunft mit der über 30 Jahre jüngeren Simone erweist sich eines Tages jedoch als Illusion, als diese den Nachbarn Roger kennen- und schließlich lieben lernt. Simone hat Angst vor den Wutausbrüchen Léandres und traut sich nicht so recht, den entscheidenden Schritt aus dem Schloss zu wagen. Doch sie irrt sich. Léandre Brassac, der in Simone stets mehr ein schützenswertes Mündel als eine Geliebte gesehen hat, freut sich für das junge Mädchen, als diese ihm eines Tages eröffnet, dass sie von Roger schwanger sei. Denn sie gibt ihm das, was er in seinem Leben stets ersehnt hat: ein Kind! Endlich kann er, wenn schon nicht die Vaterrolle, dann doch die eines Großvaters einnehmen. Und überdies scheint dieses Ereignis sogar Léandre und Marie Brassac wieder zueinander zu führen.

## Produktionsnotizen
Der Film Herr auf Schloß Brassac, der in Westdeutschland auch unter dem Zweittitel Auch eine französische Ehe geführt wird, erlebte seine Uraufführung am 8. September 1965 in Paris. Am 12. November 1965 fand die westdeutsche Erstaufführung statt, ab 14. Februar 1969 lief er auch im DDR-Kino. Die westdeutsche Fernsehpremiere war am 30. Mai 1971 im ZDF.
Die Dreharbeiten – „Schloß Brassac“-Aufnahmen – fanden unter anderem auf dem Château du Bois-Chevalier in Legé in der Nähe von Nantes statt.
Die Produktionsleitung übernahm Ralph Baum, die Filmbauten schuf Robert Clavel.

## Wissenswertes
Für Lilli Palmer, im nationalen wie internationalen Film meist abonniert auf weltläufige und edel gewandete Ladies der Upper Class, war diese Rolle einer ihrer wenigen Abstecher ins Charakterfach verlebter und vernachlässigter Ehefrauen. In Das große Personenlexikon des Films ist dazu Folgendes zu lesen: „Hin und wieder durfte sie auch Urlaub vom ‘Grande Dame’-Image und dem Klischee der süffisant-eleganten Dame von Welt nehmen: so z. B. in „Auch eine französische Ehe“, wo sie, verhärmt, heruntergekommen und verbittert, die im Ehealltag in Unehren ergraute Ehefrau eines ihr gegenüber gleichgültigen und abgestumpften Jean Gabins verkörperte, der seine unfruchtbare Gattin mit einem erheblich jüngeren Mädchen … betrügt.“

## Synchronisation
| Rolle            | Darsteller      | Synchronsprecher |
| ---------------- | --------------- | ---------------- |
| Léandre Brassac  | Jean Gabin      | Klaus W. Krause  |
| Marie Brassac    | Lilli Palmer    | sie selbst       |
| Simone Leboucher | Michèle Mercier | Uta Hallant      |
| Marcel           | Robert Hossein  | Helmo Kindermann |

## Kritik
Das Lexikon des internationalen Films sah hier eine „Ganz auf eine kauzige Altersrolle für Jean Gabin zugeschnittene Charakterkomödie.“